# Ilga Šuplinska
Ilga Šuplinska (ur. 16 kwietnia 1970 w Dagdzie) – łotewska filolog i polityk, posłanka na Sejm, w latach 2019–2021 minister oświaty i nauki.

## Życiorys
W 1993 ukończyła filologię łotewską na Uniwersytecie Łotwy, zdobywając kwalifikacje nauczycielskie. W 1995 uzyskała magisterium, a w 2003 doktoryzowała się w zakresie filologii. Od 1993 jako nauczyciel akademicki związana z Akademią Technologiczną w Rzeżycy, na której pełniła m.in. funkcję kierownika katedry. Została też przewodniczącą „Latgaliešu kultūras biedrība”, stowarzyszenia zajmującego się dziedzictwem kulturowym Łatgalii.
Dołączyła do Nowej Partii Konserwatywnej. W wyborach w 2018 z listy tego ugrupowania uzyskała mandat posłanki na Sejm XIII kadencji. W styczniu 2019 objęła urząd ministra oświaty i nauki, wchodząc w skład rządu Artursa Krišjānisa Kariņša. Zakończyła urzędowanie w czerwcu 2021, tracąc rekomendację swojego ugrupowania. Ogłosiła również odejście z Nowej Partii Konserwatywnej.